# Несправжні кобри
Несправжні кобри (Pseudonaja) — рід отруйних змій з родини Аспідові. Має 10 видів. Інша назва «коричневі змії».

## Опис
Загальна довжина досягає 2,2 м. Голова відносно невелика. Тулуб тонкий та стрункий. На голові розташовано 9 великих щитків. Мають первинний й 2 вторинних скроневих щитки. Спинна луска гладенька. Спинних рядків луски 17-21, які проходять по середині тулуба. Анальний щиток розділений. Забарвлення здебільшого коричневе з різними відтінками.

## Спосіб життя
Полюбляють як тропічні ліси, так й посушливу місцину. Зустрічаються біля населених пунктів. Харчуються ссавцями, ящірками та земноводними.
Це яйцекладні змії.
Отрута досить потужна, дуже небезпечна для людини. Клінічні ознаки: біль у животі, труднощі з диханням й ковтанням, судоми, птоз, гемоліз, артеріальна гіпотензія з депресією міокарда, ниркова недостатність.

## Розповсюдження
Мешкають в Австралії та на о. Нова Гвінея.

## Види
- Pseudonaja affinis
- Pseudonaja aspidorhyncha
- Pseudonaja elliotti
- Pseudonaja guttata
- Pseudonaja inframacula
- Pseudonaja ingrami
- Pseudonaja mengdeni
- Pseudonaja modesta
- Pseudonaja nuchalis
- Pseudonaja textilis